# Le Fantôme de l'Opéra (téléfilm, 1990)
Pour les articles homonymes, voir Le Fantôme de l'Opéra (homonymie).
Le Fantôme de l'Opéra (The Phantom of the Opera) est une mini-série américaine dramatique en deux parties de 84 minutes produite par Tony Richardson et diffusée le 18 et 19 mars 1990 sur le réseau NBC.
Elle est adaptée du livret de la comédie musicale Phantom d'Arthur Kopit ; le spectacle n'avait pu être monté à l'époque, pris de court par celui d'Andrew Lloyd Webber, The Phantom of the Opera, créée en 1986. La mini-série, tout comme la comédie musicale, sont librement inspirées du roman éponyme de Gaston Leroux.

## Résumé
Une jeune fille se rend à l’Opéra Garnier et demande en vain à s’entretenir avec Gérard Carrière, directeur du théâtre. Il s’agit de Christine Daaé, qui est à la recherche de cours de chant que le Comte Philippe de Chagny lui a promis ; elle n'est pas la première que le Comte a embobiné. Carrière, quant à lui, présente à l’équipe son successeur M Cholet et son épouse Carlotta. Comme celle-ci a envoyé son homme-à-tout-faire Joseph Buquet au sous-sol, Cholet reçoit un billet disant que Buquet est mort. Carrière explique à Cholet que le théâtre est habité par un être mystérieux qui se fait appeler le « Fantôme de l’Opéra », et qui a fait du sous-sol un « domaine » interdit à qui que ce soit ; Cholet ne prend pas l’avertissement au sérieux. Carrière a alors un entretien avec le Fantôme, en réalité un musicien nommé Erik, qui fait comprendre son aversion pour le nouveau directeur et son épouse qui chante horriblement. Cette dernière embauche Christine comme remplaçante de Buquet au département des costumes, sans avoir l’intention de lui donner des leçons de chant. Jean-Claude, le portier, permet à Christine de séjourner dans une réserve de l'Opéra.
Cette nuit-là, Christine chante dans le théâtre vide ; le Fantôme l’entend depuis le sous-sol et, fasciné, la regarde errer sur la scène. Le lendemain, tout le monde entame les répétitions de Faust ; Christine y assiste, émerveillée, contrairement à Carlotta qui ne daigne même pas y participer. Quand tout le monde a fini, le Fantôme apparait à Christine : il lui propose d’être son « guide » pour perfectionner son chant déjà incroyable, à condition qu'il reste anonyme. Christine, silencieuse, semble prête à accepter.
Un mois plus tard, Cholet a recours à l’inspecteur de police Ledoux parce que le Fantôme continue de l’importuner. Par ailleurs, Erik se met à saboter les performances de Carlotta. Pendant ce temps, Christine a entamé les leçons avec celui qu’elle appelle « Maestro », qui est ravi par les progrès qu’elle fait. Quand elle lui demande son avis sur le comte de Chagny, il répond : « il est indigne de vous. Il vient à l'Opéra pour la beauté de visages plutôt que la beauté de la musique. » On comprend que le Fantôme est profondément amoureux d'elle.
Le Comte de Chagny, revenant au théâtre, découvre que Christine a travaillé dans le département des costumes et s'excuse. Comme il invite toute la compagnie au Bistro, Erik encourage Christine à s’y rendre, car il estime qu’elle est prête. Le soir, il se rend au Bistro et l’écoute chanter dans l’ombre ; tout le monde est émerveillé par sa voix et, bien que Carlotta essaye de l’humilier, sa prestation est un triomphe. Cholet lui signe immédiatement un contrat. Philippe et Christine partent ensemble du Bistro, surpris par Erik. Au cours de leur promenade, le comte réalise que Christine était son amie d'enfance perdue depuis longtemps. Leur amour naissant d'autrefois est ravivé. Quand Christine revient au petit matin, Erik, qui l’a attendu toute la nuit, a disparu.
Carlotta, ayant réussi à soutirer des informations à Christine sur son professeur de chant, comprend que celui-ci n’est autre que le Fantôme. Cholet donne alors le rôle de Marguerite de l'opéra Faust à Christine, puisque Carlotta n’en veut plus ; il travaille avec la police à capturer le Fantôme. Au cours de la leçon suivante, Erik semble blessé par l’attitude de Christine, mais il ne lui fait aucun reproche et accepte de l'aider à se préparer pour ses débuts sur scène. Avant le lever de rideau, Carlotta fait boire à Christine une boisson, soi-disant pour calmer les nerfs, mais qui affaiblit gravement sa voix. Le public commence à la huer ; Erik, furieux, coupe les cordes qui maintiennent le lustre, qui s'écrase sur le public, et emmène Christine dans son repaire souterrain.
Philippe, persuadé que Christine a été enlevée, convint Ledoux de faire une descente de policiers au sous-sol, mais certains officiers meurent. En remontant dans la loge de Christine, le Fantôme découvre que Carlotta était derrière ses problèmes de voix et, fou de rage, déverse une valise pleine de rats sur elle, lui faisant perdre la raison. Carrière descend et le supplie de laisser Christine, mais Erik refuse, persuadé qu'avec le temps, elle l'aimera autant qu’il l’aime. Il avertit aussi Carrière qu'il peut faire exploser tout l'Opéra si on tente de venir la chercher. Pendant qu’Erik construit des pièges pour se protéger, Carrière retrouve Christine et la supplie de partir. Il lui explique qu’elle ressemble à la mère du Fantôme, une chanteuse nommée Belladova, qui a tenté de perdre son enfant parce qu’elle ne pouvait pas vivre avec l’homme qu’elle aimait. Elle a donné naissance, sous l'Opéra, à un bébé au visage affreux, en qui elle ne voyait pourtant aucune laideur. Depuis la mort de Belladova, Erik a passé sa vie dans le sous-sol, avec le souvenir de sa mère et son chant angélique. Christine, croyant connaitre le cœur d’Erik, refuse de s'en aller sans lui parler.
Peu après, Erik emmène Christine visiter sa résidence souterraine. Installés dans un jardin pour un pique-nique, elle lui demande de lui montrer son visage. Erik refuse d'abord, mais elle le persuade qu’elle peut l'accepter tout comme sa mère. Cependant, lorsqu’il il ôte son masque, elle s'évanouit. Désespéré, Erik se met à détruire tout ce qu’il trouve et l'enferme dans une cellule. Christine parvient à s'échapper ; le Fantôme la poursuit, mais elle réussit à atteindre la surface, où elle retrouve Philippe et Carrière. Tous trois s’enfuient hors de l’Opéra. Voyant que Christine se sent coupable d’avoir trahi le Fantôme, Philippe devient jaloux ; Carrière lui explique que son amour pour Erik est différent du leur. Après avoir fait un rêve où Erik se meurt, Christine supplie Philippe de la ramener. Ils demandent à Cholet qu'elle puisse chanter Faust à nouveau.
Carrière a retrouvé Erik, visiblement souffrant, dans son domaine. Erik pardonne à Christine pour avoir fui, et regrette de ne pouvoir l’entendre chanter encore une fois. Quand il demande à Carrière s’il veut voir son visage, le vieil homme répond qu'il l’a déjà vu, parce qu'il est son père. Erik dit le savoir depuis longtemps, puis fait promettre à Carrière que, quand il mourra, il sera enterré dans son lagon.
Le soir, Cholet s'étant arrangé pour que la police soit présente, Christine chante dans Faust. Erik l'entend, monte à la loge 5 (qui lui est réservée) et commence à chanter en duo final avec elle. Le public est impressionné par la passion qui anime les deux chanteurs. La police tire sur Erik, qui saute sur scène, s'empare de Christine et se dirige vers le toit. Le comte les poursuit, mais dans la bagarre, il tombe et se rattrape au bord du toit. Erik veut d'abord le faire tomber, mais le sauve en entendant les supplications de Christine. Alors que la police encercle le toit, Carrière tire sur son fils pour le sauver : Erik s'effondre. Christine accoure et retire son masque, avant de l’embrasser en souriant. Erik, soutenu par son père, meurt paisiblement. Christine s’éloigne en pleurant dans les bras du Comte.

## Fiche technique
- Scénario : Arthur Kopit, d'après le livret de sa comédie musicale Phantom
- Production : Mitch Engel, Ross Milloy, William W. Wilson III
- Producteur exécutif : Gary Hoffman, Haim Saban, Edgar J. Scherick
- Réalisation : Tony Richardson
- Musique originale : John Addison
- Régisseur général : Timian Alsaker
- Directeur artistique : Jacques Bufnoir
- Directeur de la photographie : Steve Yaconelli
- Ingénieur du son : Jeremy Hoenack, Michael Payne
- Accessoiriste : Philippe Turlure
- Costumier :  Jacqueline Moreau
- Maquillage : Catherine George
- Compagnies de production : Saban/Scherick Productions, Hexatel, TF1, Reteitalia
- Distributeurs : National Broadcasting Company (NBC)
- Lieux de tournage : Paris, Opéra Garnier
- Durée : 168 minutes
- Spécificités techniques : Couleur, son mono, 35 mm

## Distribution
- Charles Dance : Erik, alias le Fantôme de l'opéra
- Teri Polo : Christine Daaé
- Adam Storke : Philippe, Comte de Chagny
- Burt Lancaster (VF : André Valmy) : Gérard Carrière
- Ian Richardson : Cholet
- Andréa Ferréol : Carlotta
- Jean-Pierre Cassel : l'inspecteur Ledoux
- Jean Rougerie : Jean-Claude le portier
- André Chaumeau : Joseph Buquet
- Anne Roumanoff : Fleur, une cocotte
- Jean-Claude Bouillon : un gendarme

## Production
Si Arthur Kopit est un admirateur de longue date du roman de Gaston Leroux, il estime néanmoins qu'un aspect de l'intrigue a été négligé en raison de ses aspects fantastiques, voire horrifiques : la relation entre les deux personnages principaux. Sur l'impulsion du metteur en scène Geoffrey Holder, il rédige alors une adaptation dans laquelle le Fantôme est un héros romantique. Dans sa trame, le protagoniste ne se montre effrayant qu'envers deux types de personnes : ceux qui utilisent l'Opéra a mauvais escient et ceux qui font obstacle à l'ascension de Christine. Le projet, destiné à être une comédie musicale, s'intitule Phantom. La musique est signée par le collaborateur de longue date de Kopit, Maury Yeston. Mais la célèbre comédie musicale d'Andrew Lloyd Webber met un frein au projet, laissant Kopit abattu : « Voilà un travail que j'aimais profondément et il semblait bien que personne ne le verrait jamais ».
Quelques années plus tard, Kopit signe la mini-série Hands of a Stranger pour la NBC, laquelle remporte un succès honorable. La NBC approche alors Kopit pour un nouveau projet. Avec l'approbation de Yeston, Kopit retravaille le livret de son Phantom sous forme de scénario : de cette réécriture naîtra la mini-série The Phantom of the Opera. Il envoie à la chaîne une copie de son manuscrit. Kopit prévoit beaucoup de musique dans sa narration, non une musique originale comme prévu initialement, mais des airs d'opéras visant à retranscrire la sensibilité, le cœur, l'âme et la passion du Fantôme[réf. souhaitée]. De son propre aveu, l'auteur a « dû les convaincre que je ne surfais pas sur la réussite de Lloyd Webber. [...]  Mais une fois que j'ai été en mesure de le faire, il n'a pas été difficile de leur faire voir le potentiel de cette histoire d'amour intéressante et hors du commun ». 

## Différences avec d'autres adaptations

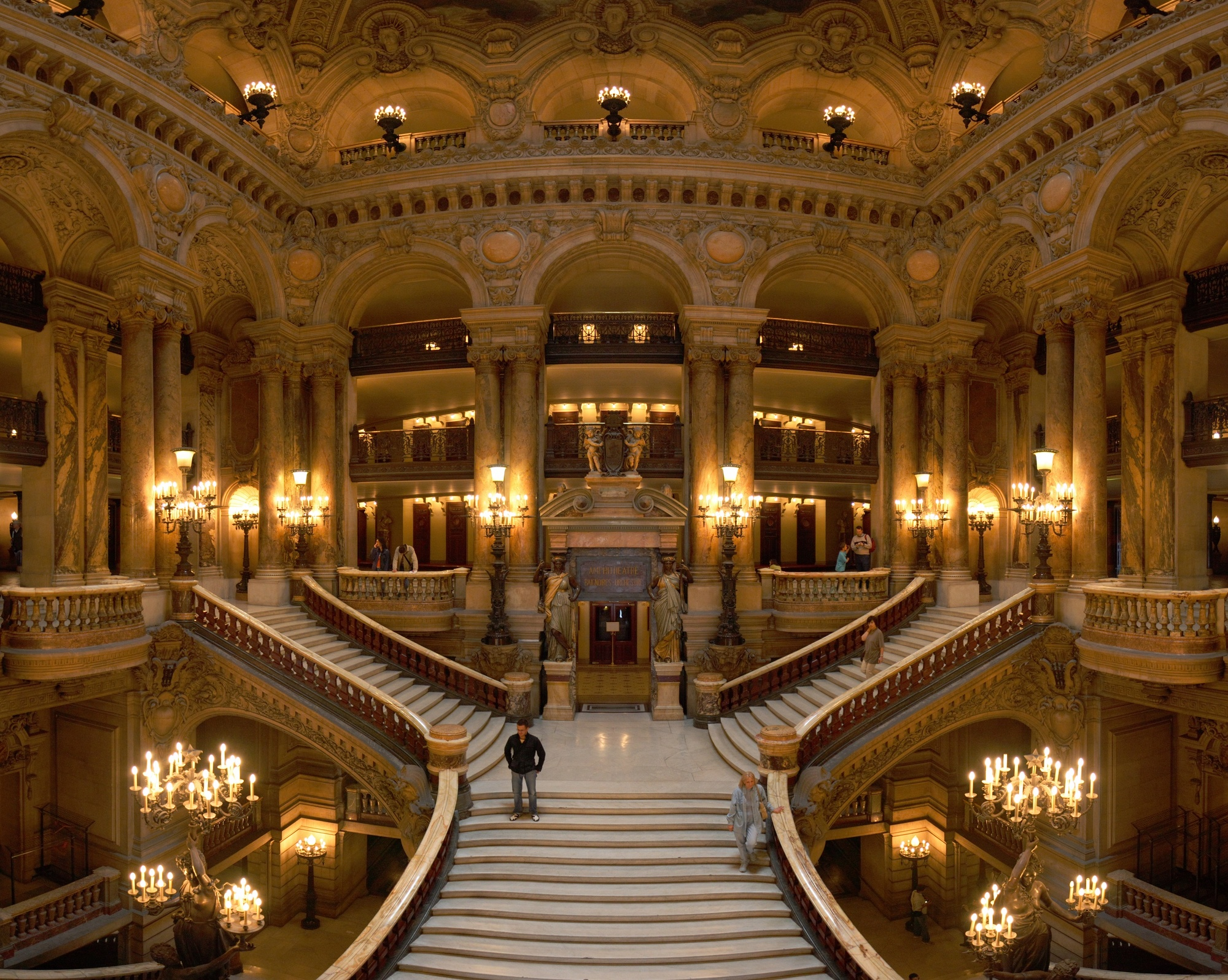
Le grand escalier de l'Opéra Garnier.

- Dans la mini-série, le Fantôme apparaît comme plus doux et plus humain que dans le roman et la plupart de ses adaptations, dans lesquels il est généralement dépeint comme un être maléfique, méchamment malicieux et plutôt macabre.
- Dans cette version, Christine ressemble beaucoup à la mère du Fantôme, qui est morte quand il était jeune et qui l'aimait. Dans beaucoup d'autres versions de l'histoire, la mère du Fantôme le déteste.
- Cette version est la seule à avoir réellement été filmée à Paris.
- Le directeur est ici nommé Cholet. Dans les autres versions, il y a deux gestionnaires : Moncharmin et Richard, ou André et Firmin.
- Dans cette version, Carlotta est la femme de Cholet. Elle reste toutefois la diva égocentrique et jalouse qu'elle est dans les autres versions.
- Le personnage de Raoul est évincé au profit de son frère aîné, Philippe, lequel meurt dans le livre.
- C'est le premier film dans lequel le visage du Fantôme n'est jamais vu sans son masque.
- Le Fantôme enlève volontairement son masque pour Christine, contrairement à presque toutes les autres versions où elle l'arrache dramatiquement de son visage.

## Accueil

### Récompenses
- La mini-série a remporté deux Emmy Awards sur cinq nominations en 1990 pour scène exceptionnelle, Art et réalisations exceptionnelles en coiffure pour une mini-série ou un spécial[4]. Primetime Emmy Awards pour Jacques Bufnoir, Production Designer.

- Elle a également été nommée pour deux Golden Globe Awards en 1991 pour la meilleure mini-série ou film fait pour la télévision et la meilleure performance par un acteur dans une mini-série ou film pour la télévision (Burt Lancaster)[5].

### Critiques
Le critique Ken Tucker (Entertainment Weekly) a donné au film la note A- et délivre la chronique suivante : « [le scénariste Arthur Kopit et le réalisateur Tony Richardson] rendent l'idylle entre le Fantôme et Christine à la fois touchante et effrayante, et la présence de Burt Lancaster dans le rôle de Carrière, le directeur de la compagnie d'opéra, donne à l'histoire du poids et un grand charme. […] Le Fantôme de l'Opéra a quelques moments véritablement effrayants à l'ancienne, […] comme si Richardson avait revu les vieux films d'horreur de Val Lewton ou James Whale en essayant de comprendre comment ils ont obtenu leurs effets fantasmagoriques sans jamais tomber dans le gore. Si c'est bien le cas, il a assimilé la leçon avec brio. Adam Storke est fade en comte de Chagny, il est impossible de croire que Christine préfère ce joli garçon irascible au Fantôme. Mais dans l'ensemble, Le Fantôme de l'Opéra est une véritable réussite. C'est assez rare de voir un film en costumes à la télévision de nos jours, le fait qu'il soit bon est incroyable ».
David Hiltbrand, du magazine People, a donné au film la note B +, affirmant : « Tony Richardson a monté une vision somptueuse et majestueuse de ce mélodrame épique, dépassant de loin la version télévisée précédente avec Maximilian Schell et Jane Seymour, en 1983. Mais Lon Chaney doit se retourner dans sa tombe en voyant combien son fantôme macabre est devenu romantique au fil des ans ! ». Hiltbrand apprécie que Burt Lancaster « prête son air de dignité raffiné » au personnage et voit en Charles Dance un Fantôme élégant. Mais, pour lui, le « piquant est fourni par Ian Richardson et Andréa Ferréol, lesquels apportent beaucoup de verve comique aux rôles du pompeux directeur d'opéra et de sa fausse diva ».
Le critique Joseph Walker écrit pour sa part dans The Deseret News : « Le texte de Kopit est inspiré dans son intégralité, mélange savant de tons allant de l'absurde (« Je ne suis pas habitué à tuer des gens, dit le Fantôme après un épisode de rare violence, ça me perturbe ») au sublime. Et la qualité du spectacle, tout du long, est de premier ordre ». Pour lui, Charles Dance campe un « superbe Fantôme - mystérieux, et pourtant abordable. Polo tire le meilleur profit de la chance que représente ce rôle pour elle, créant une héroïne de chair et de sang tout à fait crédible […] Le reste de la distribution est tout aussi efficace, surtout Ferréol qui vole pratiquement la vedette avec sa Carlotta formidablement drôle ».
John J. O'Connor, critique au New York Times, est en revanche perplexe devant ce reclus devenu « cultivé et talentueux ». Il se montre peu convaincu par Adam Storke dans le rôle du comte et se dit gêné par l'« accumulation d'accents » due à la distribution internationale. Cependant, il apprécie « la production matérielle glorieusement somptueuse ». Il loue également la façon dont « le réalisateur Tony Richardson s'empare habilement des aspects de conte de fées de l'histoire », présentant le film comme une « variation sur La Belle et la Bête, avec des échos de Cendrillon et de forêts enchantées ». Il reconnaît cependant que « la plupart des rôles transcendent les difficultés d'accent. Mr. Dance est élégant, Mr. Lancaster plein de dignité et Miss Polo, qui n'a pas encore 20 ans, d'une beauté frappante. Leurs prestations sont dépassées, cependant, par celles de Ian Richardson et d'Andréa Ferréol ».
TV Guide a donné quatre étoiles sur cinq au film, affirmant que Charles Dance est un « excellent Fantôme » et soulignant les « excellentes prestations de Richardson et Lancaster ».